# Chabrey
Chabrey är en ort i kommunen Vully-les-Lacs i kantonen Vaud i Schweiz. Den ligger cirka 52,5 kilometer nordost om Lausanne. Orten har 406 invånare (2021).
Orten var före den 1 juli 2011 en egen kommun, men slogs då samman med kommunerna Bellerive, Constantine, Montmagny, Mur, Vallamand och Villars-le-Grand till den nya kommunen Vully-les-Lacs.